# Агломерація Ресіфі
Агломерація Ресіфі (порт. Região Metropolitana do Recife, RMR) або Великий Ресіфі (порт. Grande Recife) — міська агломерація із центром у місті Ресіфі, шоста за населенням агломерація Бразилії (після Сан-Паулу, Ріо-де-Жанейро, Белу-Оризонті, Порту-Алегрі і Салвадора) і 109-та у світі. За офіційною класифікацією IBGE до агломерації входять 14 муніципалітетів, а її населення становить 3,787 млн мешканців (2009 рік).
Агломерацію обслуговують Міжнародний аеропорт Гуарарапіс і два морські порти (Суапі та Ресіфі). Численні університети, музеї, лікарні, торгові та ділові центри роблять агломерацію економічним та культурним центром великого регіону, що включає штати Пернамбуку, Параїба, Алагоас, ділянок штатів Ріу-Гранді-ду-Норті, Піауї, Мараньян і Баїя.

## Муніципалітети
| Назва                   | Площа (км²) | Населення (2009) | ІРЛП (2000) | ВВП (2007, тис. реалів) | ВВП на д.н. (2007, реалів) |
| ----------------------- | ----------- | ---------------- | ----------- | ----------------------- | -------------------------- |
| Ресіфі                  | 217,494     | 1 561 659        | 0,797       | 20 718 107              | 13 510                     |
| Жабоатан-дус-Гуарарапіс | 256,073     | 687 688          | 0,777       | 5 578 363               | 8 384                      |
| Олінда                  | 43,548      | 397 268          | 0,792       | 2 179 183               | 5 567                      |
| Пауліста                | 93,518      | 319 373          | 0,799       | 1 367 111               | 4 449                      |
| Абреу-і-Ліма            | 125,991     | 96 266           | 0,730       | 567 474                 | 6 154                      |
| Ігарассау               | 305,565     | 100 191          | 0,719       | 734 430                 | 7 834                      |
| Камаражібі              | 55,083      | 143 210          | 0,747       | 492 113                 | 3 608                      |
| Кабу-ді-Санту-Агостінью | 447,875     | 171 583          | 0,707       | 2 813 188               | 17 244                     |
| Сан-Лоуренсу-да-Мата    | 264,346     | 99 945           | 0,707       | 310 748                 | 3 261                      |
| Арасояба                | 96,381      | 17 484           | 0,637       | 48 939                  | 2 962                      |
| Ілья-ді-Ітамарака       | 65,411      | 18 658           | 0,743       | 76 266                  | 4 340                      |
| Іпожука                 | 527,317     | 75 512           | 0,658       | 5 354 635               | 76 418                     |
| Морену                  | 195,603     | 55 659           | 0,693       | 207 508                 | 3 928                      |
| Ітапіссума              | 74,249      | 24 406           | 0,695       | 424 898                 | 18 593                     |
| Усього                  | 2768,454    | 3 768 902        | 0,780       | 40 872 963              | 9 680                      |